# Dấu chấm
Dấu chấm (.) là một dấu câu được sử dụng rộng rãi trên thế giới và là 1 trong 10 dấu câu của tiếng Việt. Dấu chấm dùng ở cuối câu tường thuật. Điều đó có nghĩa là câu đã kết thúc. Trong tiếng Việt, khi đọc, phải ngắt đoạn ở dấu chấm, là chỗ có quãng ngắt tương đối dài hơn, so với dấu phẩy, dấu chấm phẩy.
Dấu chấm cũng là yếu tố tạo thành dấu khác, thường tên của dấu làm từ dấu chấm có chữ chấm trong đó như: dấu chấm hỏi (?), dấu chấm than hay dấu chấm than (!), dấu chấm phẩy (;), dấu hai chấm (:),... Khi ba dấu chấm đứng kế nhau, chúng được gọi là dấu ba chấm.
Khi dùng với số, dấu chấm thường dùng để phân tách phần nguyên và phần thập phân của số, ví dụ 1.234. Tại Việt Nam, người ta thường dùng dấu phẩy cho chức năng này.
Dấu chấm có thể dùng để đánh dấu sự viết tắt: Pty. Ltd. Các đại từ xưng hô trong tiếng Anh rất thường được viết tắt với dấu chấm: Mr.; Dr.; Mrs.;
Ngoài ra dấu chấm trên các nền tảng mạng xã hội Việt Nam có thể được hiểu như đánh giá hoặc nhận xét về chất lượng.